# Ruder-Europameisterschaften 2018 – Einer (Männer)

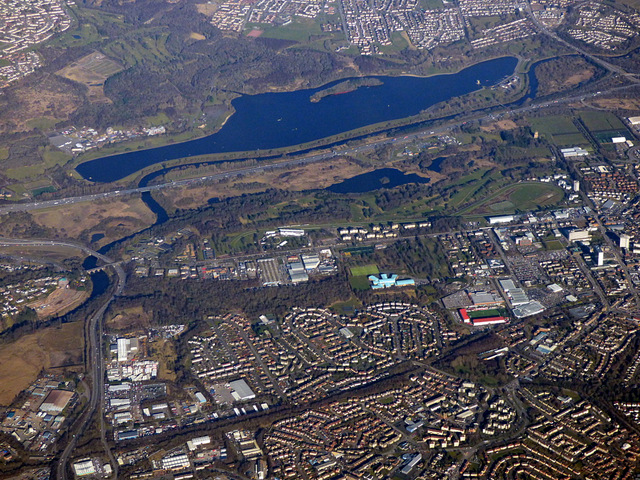
Luftbild der Regattastrecke Strathclyde Loch

Im Rahmen der Ruder-Europameisterschaften 2018 wurde zwischen den 2. und 5. August 2018 der Wettbewerb im Einer der Männer auf der Regattastrecke Strathclyde Loch ausgetragen. Es nahmen insgesamt 18 Ruderer teil und der Wettbewerb bestand aus drei Vorläufen, zwei Hoffnungsläufen, zwei Halbfinalen sowie einem A-, B- und C-Finale.

## Wettbewerb

### Vorläufe
Die drei Vorläufe wurden am 2. August 2018 ausgetragen. Die beiden bestplatzierten der Vorläufe qualifizierten sich für die Halbfinale, während die anderen über den Hoffnungslauf die Möglichkeit hatten, sich für die Halbfinale zu qualifizieren.

#### Vorlauf 1
| Platz | Name                     | Nation    | Zeit (min) | Qualifikation |
| ----- | ------------------------ | --------- | ---------- | ------------- |
| 1     | Mindaugas Griškonis      | Litauen   | 6:55,07    | Halbfinale    |
| 2     | Natan Węgrzycki-Szymczyk | Polen     | 6:58,54    | Halbfinale    |
| 3     | Kristian Vasilev         | Bulgarien | 7:03,73    | Hoffnungslauf |
| 4     | Robert Ven               | Finnland  | 7:05,59    | Hoffnungslauf |
| 5     | Dani Fridman             | Israel    | 7:07,77    | Hoffnungslauf |
| 6     | Frank Steffensen         | Dänemark  | 7:15,73    | Hoffnungslauf |

#### Vorlauf 2
| Platz | Name              | Nation     | Zeit (min) | Qualifikation |
| ----- | ----------------- | ---------- | ---------- | ------------- |
| 1     | Roman Röösli      | Schweiz    | 6:53,55    | Halbfinale    |
| 2     | Thibaut Verhoeven | Frankreich | 6:55,78    | Halbfinale    |
| 3     | Dsjanis Mihal     | Belarus    | 6:58,25    | Hoffnungslauf |
| 4     | Marko Marjanović  | Serbien    | 6:58,75    | Hoffnungslauf |
| 5     | Emanuele Fiume    | Italien    | 7:25,11    | Hoffnungslauf |
| 6     | Gergely Papp      | Ungarn     | 7:29,91    | Hoffnungslauf |

#### Vorlauf 3
| Platz | Name                   | Nation        | Zeit (min) | Qualifikation |
| ----- | ---------------------- | ------------- | ---------- | ------------- |
| 1     | Kjetil Borch           | Norwegen      | 6:53,88    | Halbfinale    |
| 2     | Wladislaw Rjabzew      | Russland      | 6:56,42    | Halbfinale    |
| 3     | Damir Martin           | Kroatien      | 7:04,05    | Hoffnungslauf |
| 4     | Anders Backeus         | Schweden      | 7:08,13    | Hoffnungslauf |
| 5     | Aleksandar Aleksandrov | Aserbaidschan | 7:17,94    | Hoffnungslauf |
| 6     | Harold Langen          | Niederlande   | 7:21,96    | Hoffnungslauf |

### Hoffnungsläufe
Die beiden Hoffnungsläufe wurden am 3. August 2018 ausgetragen. Die drei Bestplatzierten qualifizierten sich für die Halbfinale. Die restlichen Starter rudern im C-Finale um die weiteren Plätze.

#### Hoffnungslauf 1
| Platz | Name                   | Nation        | Zeit (min) | Qualifikation |
| ----- | ---------------------- | ------------- | ---------- | ------------- |
| 1     | Marko Marjanović       | Serbien       | 6:53,32    | Halbfinale    |
| 2     | Kristian Vasilev       | Bulgarien     | 6:56,20    | Halbfinale    |
| 3     | Aleksandar Aleksandrov | Aserbaidschan | 6:59,04    | Halbfinale    |
| 4     | Damir Martin           | Kroatien      | 7:01,04    | C-Finale      |
| 5     | Frank Steffensen       | Dänemark      | 7:03,92    | C-Finale      |
| 6     | Gergely Papp           | Ungarn        | 7:21,84    | C-Finale      |

#### Hoffnungslauf 2
| Platz | Name           | Nation      | Zeit (min) | Qualifikation |
| ----- | -------------- | ----------- | ---------- | ------------- |
| 1     | Dsjanis Mihal  | Belarus     | 6:56,45    | Halbfinale    |
| 2     | Robert Ven     | Finnland    | 6:59,17    | Halbfinale    |
| 3     | Anders Backeus | Schweden    | 7:01,06    | Halbfinale    |
| 4     | Dani Fridman   | Israel      | 7:01,65    | C-Finale      |
| 5     | Emanuele Fiume | Italien     | 7:09,96    | C-Finale      |
| 6     | Harold Langen  | Niederlande | 7:19,53    | C-Finale      |

### Halbfinalläufe
Die beiden Halbfinale wurden am 4. August 2018 ausgetragen. Die drei Bestplatzierten qualifizierten sich für das A-Finale. Die restlichen Starter rudern im B-Finale um die weiteren Plätze.

#### Halbfinale 1
| Platz | Name                   | Nation        | Zeit (min) | Qualifikation |
| ----- | ---------------------- | ------------- | ---------- | ------------- |
| 1     | Mindaugas Griškonis    | Litauen       | 6:56,67    | A-Finale      |
| 2     | Kjetil Borch           | Norwegen      | 6:57,26    | A-Finale      |
| 3     | Marko Marjanović       | Serbien       | 6:58,56    | A-Finale      |
| 4     | Thibaut Verhoeven      | Frankreich    | 7:03,82    | B-Finale      |
| 5     | Robert Ven             | Finnland      | 7:09,73    | B-Finale      |
| 6     | Aleksandar Aleksandrov | Aserbaidschan | 7:27,68    | B-Finale      |

#### Halbfinale 2
| Platz | Name                     | Nation    | Zeit (min) | Qualifikation |
| ----- | ------------------------ | --------- | ---------- | ------------- |
| 1     | Roman Röösli             | Schweiz   | 6:57,24    | A-Finale      |
| 2     | Wladislaw Rjabzew        | Russland  | 6:57,96    | A-Finale      |
| 3     | Natan Węgrzycki-Szymczyk | Polen     | 6:59,00    | A-Finale      |
| 4     | Dsjanis Mihal            | Belarus   | 7:00,03    | B-Finale      |
| 5     | Kristian Vasilev         | Bulgarien | 7:02,60    | B-Finale      |
| 6     | Anders Backeus           | Schweden  | 7:09,50    | B-Finale      |

### Finalläufe
Die drei Finals wurden am 5. August 2018 ausgetragen.

#### A-Finale
| Platz | Name                     | Nation   | Zeit (min)  | Zeit (min)  | Zeit (min)  | Zeit (min) |
| Platz | Name                     | Nation   | 0500 m      | 1000 m      | 1500 m      | 2000 m     |
| ----- | ------------------------ | -------- | ----------- | ----------- | ----------- | ---------- |
| 1     | Kjetil Borch             | Norwegen | 1:39,06 (2) | 3:24,29 (4) | 5:09,50 (2) | 6:49,95    |
| 2     | Mindaugas Griškonis      | Litauen  | 1:39,58 (3) | 3:24,26 (3) | 5:09,11 (1) | 6:50,68    |
| 3     | Roman Röösli             | Schweiz  | 1:40,36 (5) | 3:25,39 (5) | 5:10,38 (5) | 6:52,06    |
| 4     | Natan Węgrzycki-Szymczyk | Polen    | 1:39,78 (4) | 3:23,44 (1) | 5:09,91 (3) | 6:53,53    |
| 5     | Marko Marjanović         | Serbien  | 1:38,38 (1) | 3:23,53 (2) | 5:10,04 (4) | 6:53,54    |
| 6     | Wladislaw Rjabzew        | Russland | 1:40,59 (6) | 3:27,07 (6) | 5:14,26 (6) | 7:00,50    |

#### B-Finale
| Platz | Name                   | Nation        | Zeit (min)  | Zeit (min)  | Zeit (min)  | Zeit (min) |
| Platz | Name                   | Nation        | 0500 m      | 1000 m      | 1500 m      | 2000 m     |
| ----- | ---------------------- | ------------- | ----------- | ----------- | ----------- | ---------- |
| 1     | Thibaut Verhoeven      | Frankreich    | 1:40,88 (2) | 3:25,50 (1) | 5:10,81 (1) | 6:55,73    |
| 2     | Kristian Vasilev       | Bulgarien     | 1:40,97 (3) | 3:27,41 (4) | 5:13,43 (3) | 6:56,59    |
| 3     | Aleksandar Aleksandrov | Aserbaidschan | 1:45,28 (6) | 3:29,86 (6) | 5:15,37 (5) | 6:59,49    |
| 4     | Dsjanis Mihal          | Belarus       | 1:40,06 (1) | 3:25,70 (2) | 5:13,41 (2) | 6:59,88    |
| 5     | Robert Ven             | Finnland      | 1:41,94 (4) | 3:26,70 (3) | 5:14,38 (4) | 7:00,78    |
| 6     | Anders Backeus         | Schweden      | 1:42,56 (5) | 3:28,43 (5) | 5:15,58 (6) | 7:02,24    |

#### C-Finale
| Platz | Name             | Nation      | Zeit (min)  | Zeit (min)  | Zeit (min)  | Zeit (min) |
| Platz | Name             | Nation      | 0500 m      | 1000 m      | 1500 m      | 2000 m     |
| ----- | ---------------- | ----------- | ----------- | ----------- | ----------- | ---------- |
| 1     | Dani Fridman     | Israel      | 1:40,40 (1) | 3:24,88 (1) | 5:11,74 (1) | 7:00,30    |
| 2     | Frank Steffensen | Dänemark    | 1:41,21 (3) | 3:29,57 (2) | 5:16,60 (2) | 7:03,16    |
| 3     | Damir Martin     | Kroatien    | 1:41,18 (2) | 3:31,34 (4) | 5:19,94 (3) | 7:07,89    |
| 4     | Emanuele Fiume   | Italien     | 1:41,46 (4) | 3:30,67 (3) | 5:20,41 (4) | 7:11,17    |
| 5     | Gergely Papp     | Ungarn      | 1:44,77 (6) | 3:35,49 (6) | 5:25,74 (6) | 7:12,77    |
| 6     | Harold Langen    | Niederlande | 1:44,52 (5) | 3:32,78 (5) | 5:22,46 (5) | 7:13,04    |